# Atletas Olímpicos Independientes en los Juegos Olímpicos de Río de Janeiro 2016
Un equipo de Atletas Olímpicos Independientes participa en los Juegos Olímpicos de 2016 en Río de Janeiro, Brasil, del 5 al 21 de agosto de 2016. El equipo está conformado por atletas de Kuwait que compiten bajo la bandera olímpica, ya que el Comité Olímpico de Kuwait fue suspendido por el Comité Olímpico Internacional por segunda vez en cinco años debido a la interferencia gubernamental.

## Medallistas
| Medalla           | Nombre              | Deporte | Evento               | Fecha        |
| ----------------- | ------------------- | ------- | -------------------- | ------------ |
| Medalla de oro    | Fehaid Al-Deehani   | Tiro    | Foso doble masculino | 10 de agosto |
| Medalla de bronce | Abdullah Al-Rashidi | Tiro    | Skeet masculino      | 13 de agosto |

## Deportes

### Esgrima
| Atleta              | Evento | Ronda de 64         | Ronda de 32      | Ronda de 16      | Cuartos de final | Semifinal        | Final            | Final        |
| Atleta              | Evento | Oponente Puntaje    | Oponente Puntaje | Oponente Puntaje | Oponente Puntaje | Oponente Puntaje | Oponente Puntaje | Rango        |
| ------------------- | ------ | ------------------- | ---------------- | ---------------- | ---------------- | ---------------- | ---------------- | ------------ |
| Abdulaziz Al-Shatti | Espada | Rédli (HUN) D 14-13 | No clasificó     | No clasificó     | No clasificó     | No clasificó     | No clasificó     | No clasificó |

### Natación
La Federación Internacional de Natación invitó a dos nadadores universitarios a los juegos.
| Atleta      | Evento                          | Eliminatoria | Eliminatoria | Semifinal    | Semifinal    | Final        | Final        |
| Atleta      | Evento                          | Tiempo       | Rango        | Tiempo       | Rango        | Tiempo       | Rango        |
| ----------- | ------------------------------- | ------------ | ------------ | ------------ | ------------ | ------------ | ------------ |
| Abbas Qali  | 100 m estilo mariposa masculino | 54.63        | 36°          | No clasificó | No clasificó | No clasificó | No clasificó |
| Faye Sultan | 50 m estilo libre femenino      | 26.86        | 54°          | No clasificó | No clasificó | No clasificó | No clasificó |

### Tiro
| Atleta                | Evento     | Clasificación | Clasificación | Semifinal    | Semifinal    | Final        | Final             |
| Atleta                | Evento     | Puntaje       | Rango         | Puntaje      | Rango        | Puntaje      | Rango             |
| --------------------- | ---------- | ------------- | ------------- | ------------ | ------------ | ------------ | ----------------- |
| Ahmad Al-Afasi        | Doble foso | 128           | 15°           | No clasificó | No clasificó | No clasificó | No clasificó      |
| Fehaid Al-Deehani     | Doble foso | 135           | 6°            | 28           | 1°           | 26           | Medalla de oro    |
| Abdulrahman Al-Faihan | Foso       | 115           | 14°           | No clasificó | No clasificó | No clasificó | No clasificó      |
| Khaled Al-Mudhaf      | Foso       | 117           | 8°            | No clasificó | No clasificó | No clasificó | No clasificó      |
| Abdullah Al-Rashidi   | Skeet      | 123           | 1°            | 14           | 4°           | 16           | Medalla de bronce |
| Saud Habib            | Skeet      | 117           | 20°           | No clasificó | No clasificó | No clasificó | No clasificó      |